# Прощавай, зброє! (фільм, 1957)
«Прощавай, зброє!» (англ. A Farewell to Arms) — американський художній фільм 1957 року режисера Чарльза Відора. Екранізація однойменного роману Ернеста Гемінгвея про кохання солдата і санітарки під час Першої світової війни.

## Сюжет
Під час Першої світової війни на Південному фронті американець — лейтенант Фредерік Генрі (Рок Гадсон) воює як доброволець в рядах італійської армії. Коли його поранили в ногу, за ним доглядає англійка — санітарка Кетрін Барклі (Дженіфер Джонс). І хоч навколо війна, вони закохуються одне в одного.

## Ролі виконують
- Рок Гадсон — Фредерік Генрі
- Дженіфер Джонс — Кетрін Барклі
- Віторіо Де Сіка — майор Алесандро Рінальді
- Оскар Гомолка — доктор Емеріх
- Альберто Сорді — отець Галі
- Франко Інтерленгі — Аймо
- Мерседес Маккембрідж — панна Ван Кампен
- Бад Спенсер — карабінер
- Леопольдо Трієсте — Пассіні

## Навколо фільму
- Рок Гадсон, щоб мати можливість грати у цьому фільмі відмовився від ролі у фільмах «Сайонара»[en] і «Бен-Гур». Він сказав пізніше, що це було найбільшою помилкою в його кар'єрі.
- Хвиля критики і комерційні невдачі фільму спричинили відмову Девіда Селзніка створювати нові фільми.

## Нагороди
- 1957 Премія Національної ради кінокритиків США, (National Board of Review, NBR Award):
  - найкращі десять фільмів[en]